# Rozhodčí (fotbal)

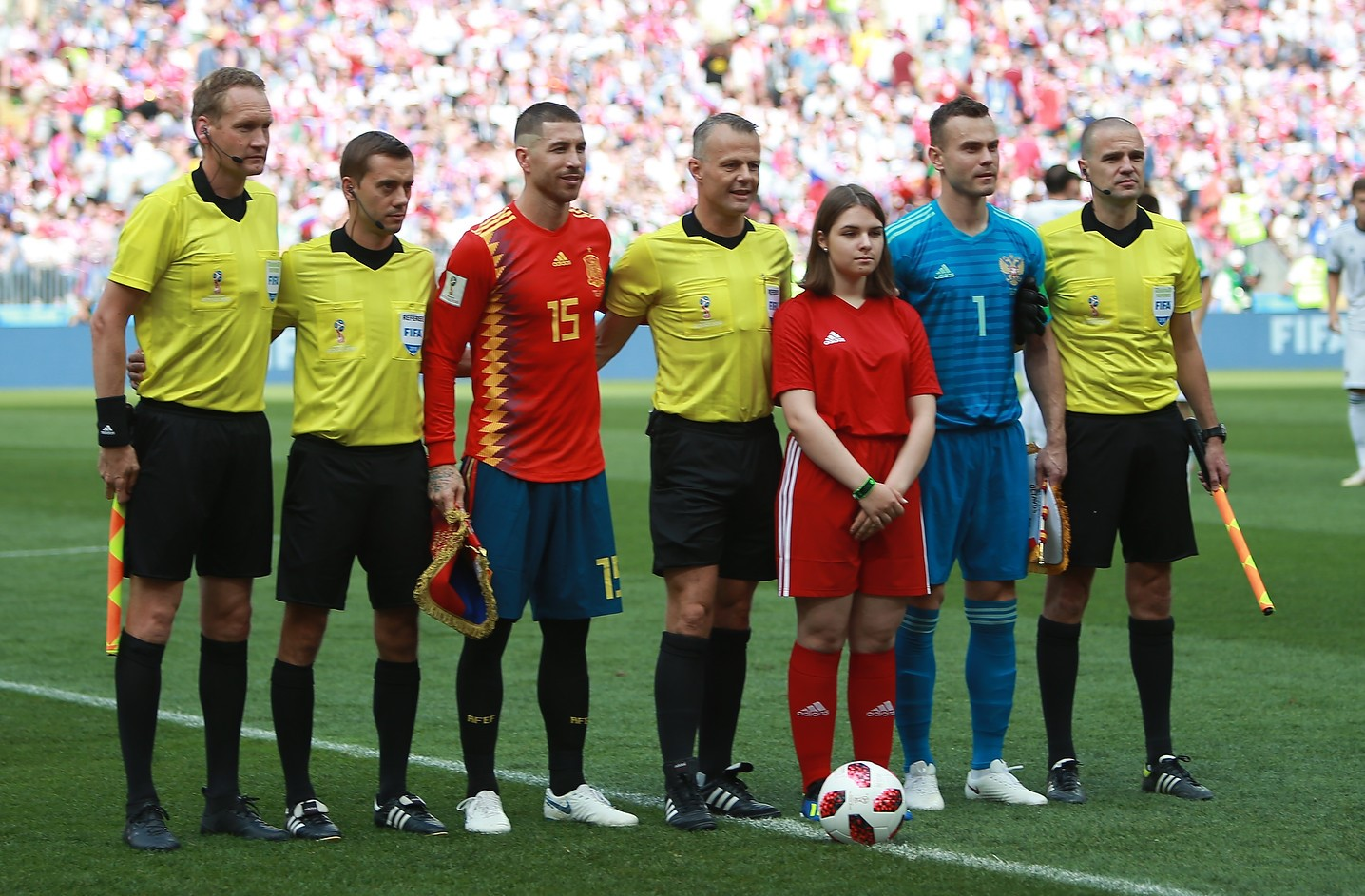
Fotbaloví rozhodčí Björn Kuipers (uprostřed) a Clément Turpin s jejich asistenty Erwinem Zeinstrou a Sanderem van Roekelem

Fotbalový rozhodčí (hlavní rozhodčí nebo jen rozhodčí) je osoba přítomná na fotbalovém utkání, jež je zodpovědná za výklad a vymáhání pravidel v průběhu tohoto utkání a jeho rozhodnutí je ve všech aspektech hry konečné. Dále je rozhodčí zodpovědný za zahájení a ukončení zápasů, kromě toho i za udílení trestů hráčům či členům realizačních týmů soupeřů v případě porušování pravidel.
Ve většině případů je na hrací ploše fotbalového hřiště přítomen jeden rozhodčí, kterému pomáhají dva asistenti (neboli pomezní rozhodčí), jejichž úkolem je signalizovat hlavnímu rozhodčímu, zda míč opustil hrací plochu nebo zda bylo porušeno nějaké pravidlo, které mohl hlavní rozhodčí přehlédnout z důvodu, že k tomu došlo mimo jeho zorný úhel, k tomu má další povinnosti. Konečné rozhodnutí však vždy vydá pouze hlavní rozhodčí, jenž má pravomoc změnit verdikt svých asistentů. V nejvyšších ligových či mezinárodních soutěžích pomáhají hlavnímu rozhodčímu ještě čtvrtý rozhodčí, jenž má na starosti kontrolovat dění v technické zóně a administrativní úkony, dále pak brankový rozhodčí, anebo video asistent rozhodčího.
Všichni rozhodčí musí být k výkonu své funkce držiteli licencí a projít školeními pořádanými orgány příslušného fotbalového svazu.

## Povinnosti rozhodčího

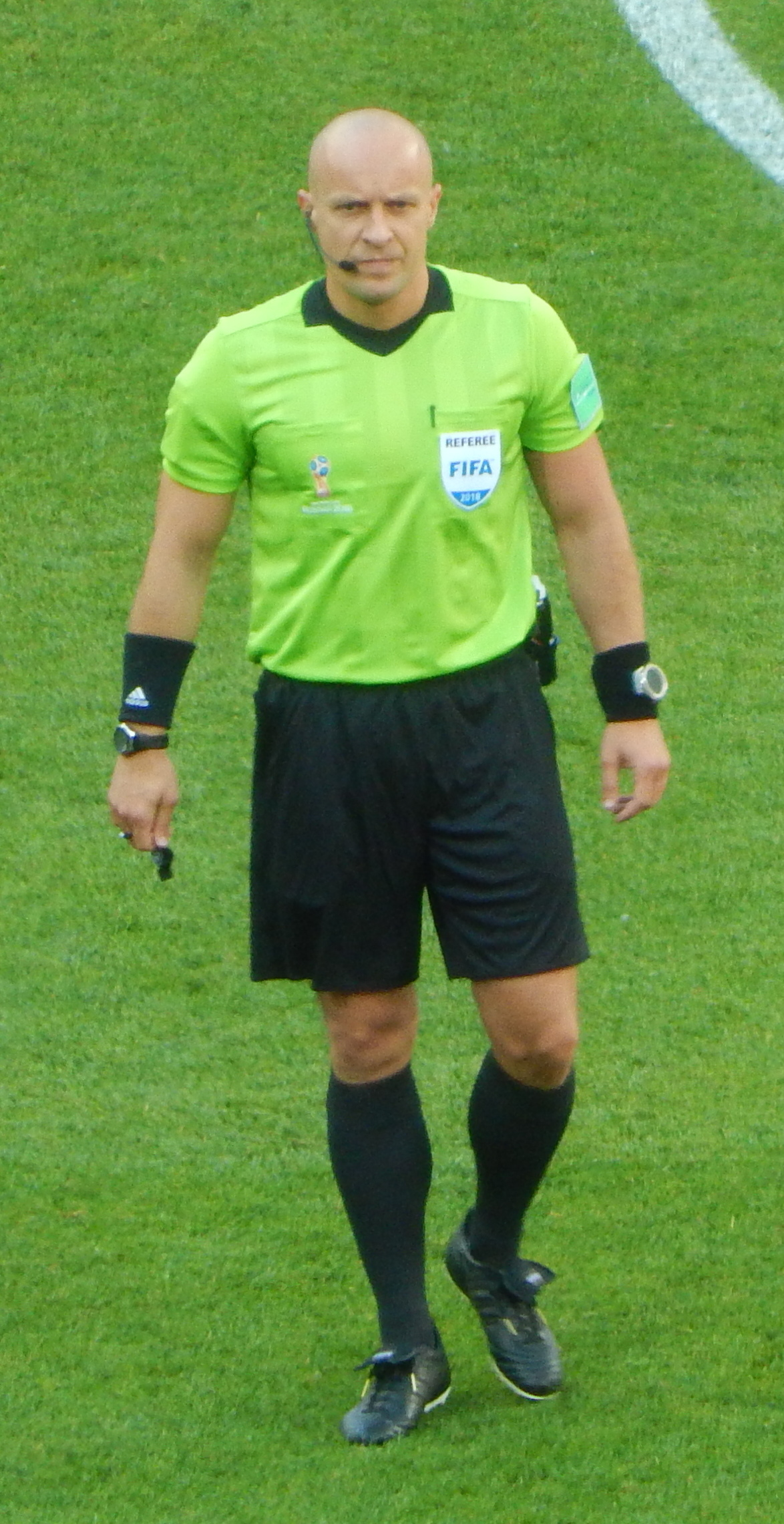
Polský rozhodčí Szymon Marciniak

Povinnosti a pravomoci rozhodčího jsou vymezeny v Pravidlech fotbalu v kapitole Pravidlo 5. Rozhodčí:
Obecně
- uplatňuje Pravidla fotbalu
- řídí utkání ve spolupráci s ostatními rozhodčími
- měří dobu hry, dělá si poznámky o utkání a poskytuje příslušnému řídícímu orgánu zprávu o utkání, včetně informací o disciplinárních opatřeních a jakýchkoliv jiných mimořádných událostech, ke kterým došlo před, během nebo po utkání
- signalizuje způsob navázání hry a dohlíží na navázání hry

Výhoda ve hře
- umožňuje pokračovat ve hře, pokud došlo k porušení pravidel nebo k přestupku, a družstvo, které se neprovinilo, může z výhody získat prospěch. Pokud ponechaná výhoda neměla předpokládaný účinek do několika sekund, potrestá původní porušení pravidel nebo přestupek

Disciplinární opatření
- pokud je současně spácháno více přestupků, potrestá závažnější přestupek z pohledu formy osobního trestu, způsobu navázání hry, fyzické závažnosti a taktického vlivu
- uděluje osobní tresty hráčům za přestupky, za které mají být hráči napomenuti nebo vyloučeni
- má právo přijímat disciplinární opatření od okamžiku, kdy vstoupil na hrací plochu k předzápasové kontrole hrací plochy a vybavení hřiště až do odchodu z hrací plochy po ukončení utkání (včetně kopů z pokutové značky). Pokud před vstupem na hrací plochu k zahájení utkání spáchá hráč přestupek, za který má být vyloučen, nepřipustí hráče ke hře; o jakýchkoliv jiných přestupcích podá rozhodčí zprávu (příslušnému řídícímu orgánu)
- má právo ukázat žlutou nebo červenou kartu a tam, kde to řád příslušné soutěže umožňuje, dočasně vyloučit hráče, a to od vstupu na hrací plochu k zahájení utkání do ukončení utkání (včetně poločasové přestávky a včetně prodloužení doby hry pro určení vítěze utkání, resp. doby hry nutné k provedení kopů z pokutové značky)
- přijímá opatření vůči funkcionářům družstva, kteří se nechovají odpovědným způsobem a varuje je nebo je napomene ŽK, nebo vyloučí ČK z prostoru hřiště vč. technické zóny. Pokud nemůže být provinilec identifikován, obdrží trest trenér přítomný v technické zóně. Člen lékařského týmu (lékař, masér), který se dopustí přestupku na vyloučení, smí v technické zóně zůstat, pokud družstvo nemá k dispozici žádnou jinou lékařskou osobu a smí konat, když hráč potřebuje ošetření
- rozhodne na základě informací od ostatních rozhodčích, jestliže situaci sám neviděl

K tomu má další povinnosti a pravomoci popsané v Pravidlu 5, jež mohou časem podléhat změnám.

## Vedení rozhodčích

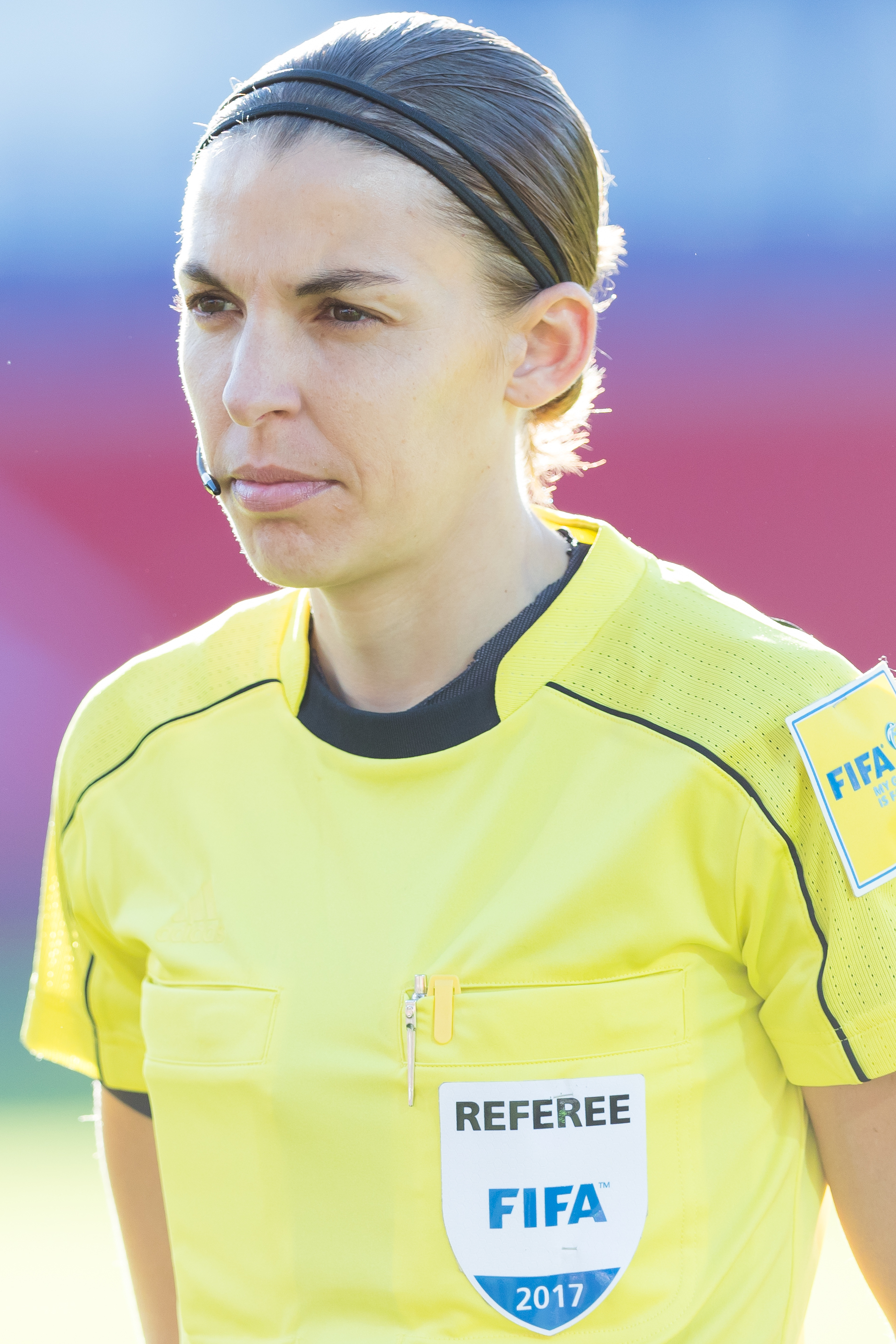
Francouzská rozhodčí Stéphanie Frappartová

Funkce rozhodčích a asistentů rozhodčích jsou regulovány na národní úrovni. FIFA vyžaduje, aby každá národní fotbalová asociace zřizovala komisi rozhodčích sestavenou z bývalých rozhodčích, kteří během aktivní kariéry rozhodovali utkání hraná v dotyčné zemi. FIFA dále požaduje, aby rozhodčí prošli zkouškami zaměřenými na test fyzické zdatnosti a na znalost pravidel fotbalu. Samozřejmostí jsou i lékařské prohlídky rozhodčích. Obecně platí, že by zápasy vysoké úrovně (např. derby, přímé střety o první místo v tabulce nebo rozhodující zápasy mezi posledními celky o nesestup) měli řídit zkušenější rozhodčí. Ti nejlepší rozhodčí bývají zapsáni na Mezinárodní listině FIFA a mají tak právo být nominováni k rozhodování mezinárodních zápasů.

## Úbor a vybavení rozhodčího

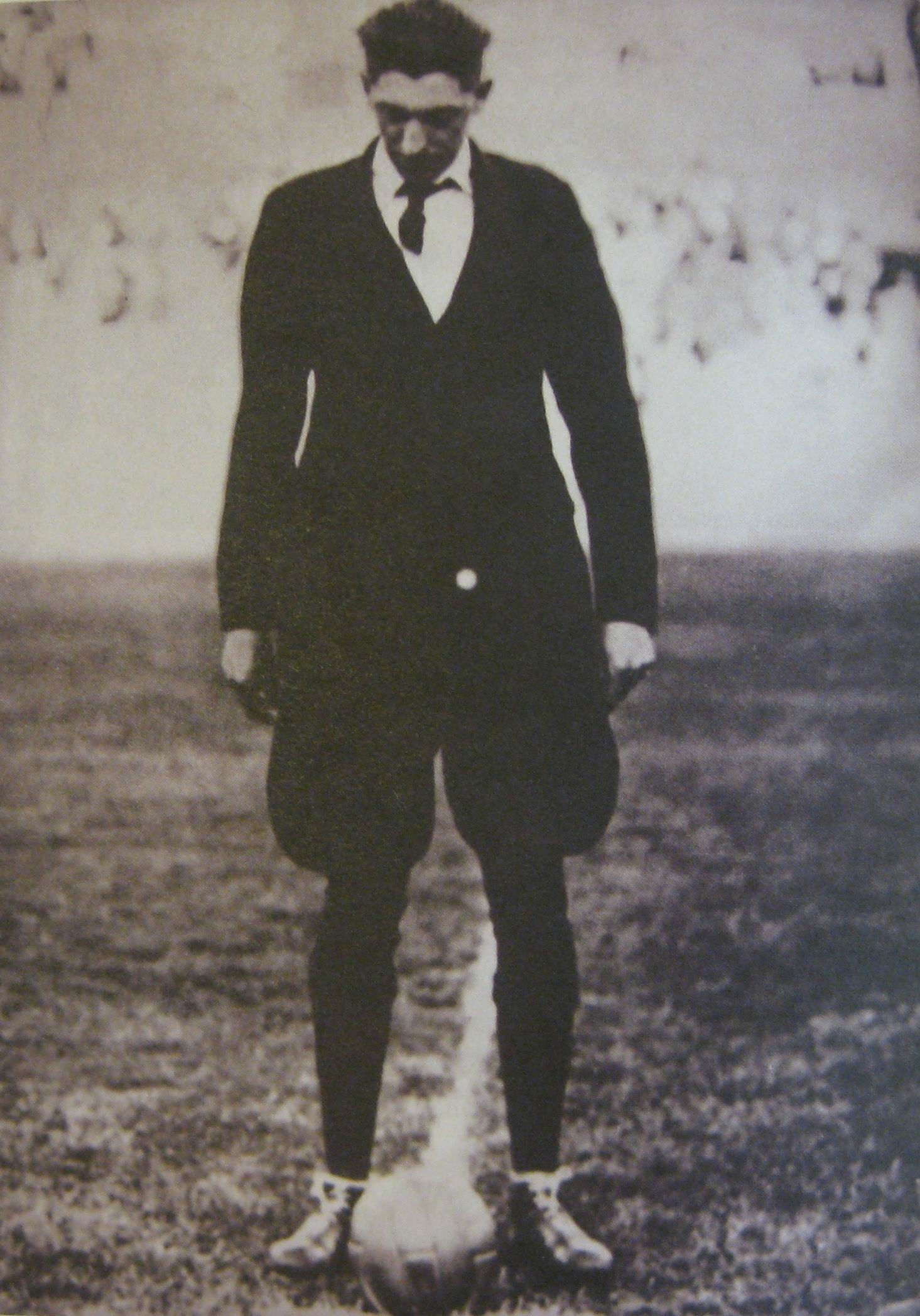
Belgický rozhodčí John Langenus, jenž rozhodoval vůbec první finále Mistrovství světa v roce 1930

Rozhodčí jsou povinni nosit při utkání dres, jenž je odliší od hráčů. Tedy má jiné zbarvení než dresy soupeřících hráčů. Ještě na počátku 20. století nosili rozhodčí blejzry a dle tehdejší tradice byly většinou černého zbarvení, s výjimkou případů, kdy některé mužstvo nosilo černé dresy. V takovém případě nosíval místo černé zpravidla červenou barvu. 
Během finále Mistrovství světa v roce 1994 byly představeny nové dresy pro rozhodčí a bylo jim dáno na výběr mezi vínově červenou, žlutou nebo bílou barvou. V přibližně tutéž dobu, kdy začala běžet nově vzniklá Premier League v Anglii, nosívali rozhodčí zelené dresy. Oba případy byly na popud požadavků televizních společností zajišťujících přímé přenosy utkání. Od té doby nosí rozhodčí většinou žluté nebo černé dresy, ale u jednotlivých ligových soutěží v různých zemích se může zbarvení a střih dresů lišit. V případě mezinárodních soutěží pod hlavičkou FIFA nosí rozhodčí dresy značky Adidas z důvodu platné sponzorské smlouvy s FIFA, jež dovoluje rozhodčím nosit dres v těchto pěti barevných variantách: černá, červená, žlutá, zelená a modrá. Dále jsou rozhodčí povinni nosit černé trenýrky, černé ponožky (někdy mohou být s bílými pruhy) a černé kopačky. Odznak, na němž je uveden druh licence udělené rozhodčímu a jeho datum platnosti, je většinou připevněn na levé prsní kapse dresu.
Všichni rozhodčí mají u sebe píšťalku, stopky, žlutou a červenou kartu, notýsek s propisovací tužkou a minci pro určení, které mužstvo má právo před startem utkání vybrat si polovinu hřiště a zahájit utkání výkopem. Většinou je pro rozhodčího lepší mít náhradní píšťalku, minci či náhradní notýsek v případě ztráty a podobně. Často mívají rozhodčí dvoje stopky. Jedny má určené k měření celkového času a druhé má k vyměření nastaveného času utkání, aby vykompenzoval časové ztráty plynoucí z různých herních situací, např. radování se ze vstřelené branky, zranění či řešení vyhrocených situací apod. V nejvyšších soutěžích nosí rozhodčí ještě komunikátory, jež používá pro komunikaci s asistenty, nebo pomocí nich slyší signál spuštěný tlačítkem na elektronickém praporku asistenta rozhodčích. Pokud je při zápase využíváno technologie, jež kontroluje překročení brankové čáry míčem, mají u sebe rozhodčí i přijímač signálu z tohoto zařízení.

### Píšťalka
Pomocníkem rozhodčího, jež mu umožní efektivně řídit utkání, je píšťalka. Je nezbytná pro signalizaci přerušení hry, pro zahájení a ukončení zápasu, ale neměla by se používat pro úplně všechny případy přerušení. Pro to slouží manuál „FIFA's Laws of the Game“, kde jsou uvedena doporučení, kdy píšťalku použít a kdy nikoliv. V tomto manuálu se varuje před nadužíváním píšťalky, neboť „píšťalka, jež je používána příliš často a ne nezbytně nutně, bude mít menší dopad v situacích, kdy je potřebná.“ Píšťalka je pro rozhodčího důležitá pomůcka stejně jako verbální komunikace, řeč těla a oční kontakt.
Ještě předtím, než byla píšťalka ve fotbale zavedena, mávali rozhodčí bílým kapesníkem. První píšťalky pro fotbal vyráběl Joseph Hudson v Mills Munitions v Birminghamu, jenž dříve v 70. letech 19. století vynalezl policejní píšťalky s charakteristicky pronikavým zvukem, jenž má přitáhnout pozornost. Ty byly masově vyráběny pro potřeby londýnské Metropolitní policie ve společnosti The Acme Whistle Company, jež využívala prostory továrny Mills Munitions. Za první fotbalový zápas, v němž byla rozhodčím použita píšťalka, je považováno střetnutí mezi Nottingham Forest a Sheffield Norfolk v roce 1878. Nicméně poslední vzájemné utkání mezi těmito dvěma kluby se dle záznamů odehrálo v roce 1874. Kronika nottinghamského klubu z roku 1872 obsahuje zmínku o nákupu „píšťalky pro umpire“ a v článku z roku 1928 od R. M. Rucka, v němž se ohlíží za svou fotbalovou kariérou na počátku 70. let 19. století, zmiňuje použití píšťalky umpirem při porušení pravidel.
Až do roku 1936 nebyla píšťalka vůbec zmiňovaná v pravidlech fotbalu. Tehdy učinilo IFAB rozhodnutí přidat do nich jako poznámku pod čarou k pravidlu 2 tvrzení, že „Rozhodčího kontrola nad hráči ve věci špatného nebo negentlmenského chování počíná v čase, kdy vstoupí na hrací plochu, ale pravomoci ve spojení s Pravidly fotbalu nabývá v čase, kdy zahájí utkání zapískáním na píšťalku.“
V roce 2007 byly IFAB značně rozšířena pravidla fotbalu a přibyla sekce instrukcí a návodu, kdy a jak by měla být píšťalka používána rozhodčím coby prostředek pro komunikaci a jako kontrolní mechanismus.

## Dějiny fotbalových rozhodčích
Rozhodčí byli na hrací ploše přítomni již ve středověku a popsal je v roce 1581 ve svém díle anglický pedagog Richard Mulcaster. V kapitole 27 popisuje „footeball“ a obhajuje využívání „soudce stojícího nad stranami“.
V moderní éře byla přítomnost rozhodčího na fotbalovém zápase propagována v souvislosti se studentskými fotbalovými hrami, a to především v Eton College v roce 1845. Dle dochovaného zápisu o utkání v Rochdale z roku 1842 byl zápas mezi Bodyguards Club a Fearnought Club skutečně řízen rozhodčím.
Když začínal být sport obecně kodifikován pravidly, bylo zprvu předpokládáno, že spory o výklad pravidel by řešili adekvátním způsobem hráči-džentlmeni, kteří se nikdy nedopustili úmyslného faulu. Avšak s rostoucí soutěživostí bylo nezbytné soudce ve sportu zavádět. Ve fotbale nejprve byli při utkání přítomni dva umpirové, každý nominován z řad obou soupeřících mužstev, kteří se v případě neshody nad řešením herní situace obraceli na soudce (jenž jinak vykonával pouze funkci časoměřiče) o názor třetího.
K povýšení rozhodčích do dominantní role při rozhodování utkání, jakou mají nyní, a k reformě činnosti umpirů do nové role asistentů (pomezních rozhodčích) došlo až v roce 1891, kdy docházelo ke značným změnám pravidel.

## Systém řízení zápasu

### Rozmístění na hrací ploše a odpovědnosti

Diagram diagonálního systému kontroly, jenž ukazuje postavení a trasování pohybu rozhodčího (R) a asistentů rozhodčího (AR)

Převládající systém rozmístění a rozdělení odpovědnosti, který používají rozhodčí fotbalových zápasů po celém světě, je známý jako „Diagonální systém řízení (DSC)“.
Rozhodčí má pravomoc rozhodování ve všech záležitostech a jeho rozhodnutí je konečné. Rozhodčímu pomáhají dva asistenti a rozhodnutí asistenta rozhodčího je vykonáno pouze tehdy, pokud rozhodčí toto rozhodnutí přijme. Rozhodčí má pravomoc jednostranně zrušit rozhodnutí asistenta a je jediným funkcionářem oprávněným zahajovat a zastavovat hru a provádět disciplinární opatření, jako je napomenutí nebo vyloučení hráče či funkcionáře klubu z utkání.
Dva asistenti rozhodčího jsou instruováni rozhodčím, aby hlídali každý svou polovinu hracího pole od dotykové čáry na opačných stranách. Například na hřišti orientovaném od severu na jih by jeden asistent rozhodčího (AR) běhal po východní postranní čáře od severní brankové čáry k půlící čáře, zatímco druhý asistent rozhodčího by běhal po západní postranní čáře od jižní brankové čáry až k půlící čáře. Obecně platí, že povinnostmi asistentů rozhodčího je upozorňovat pomocí praporků, že došlo k ofsajdovému přestupku, že míč opustil hrací plochu na jeho polovině a že došlo k faulu, který nastal mimo zorný úhel rozhodčího. Obecně platí, že asistent rozhodčího stojí a běží v linii buď s předposledním hráčem soupeře, nebo v linii s míčem podle toho, co je blíže k brankové čáře, aby lépe posoudil možný ofsajd. Asistent rozhodčího zaujme specifické postavení s ohledem na rohový kop, penaltu a vhazování.
Rozhodčí hlídá průběh zápasu po celé délce hřiště a stará se o odpovědnosti, které nepokrývají jeho dva asistenti. Obvykle běhá v diagonálním vzoru od jihovýchodního kvadrantu hřiště k severozápadnímu kvadrantu. Odtud pochází termín „diagonální systém řízení“ (DSC). Tento vzor není specifickou cestou, ale obecným vodítkem, které by mělo být při utkání upraveno podle stylu, povaze a umístění hry v daný čas atd. V některých případech může rozhodčí dokonce opustit herní plochu, pokud mu to pomůže v uplatnění rozhodovací pravomoci. Hlavní myšlenkou je, že rozhodčí a asistenti používající DSC by měli být schopni rychle a snadno sledovat důležité aspekty hry (ofsajd, míč ve hře nebo mimo ni, příležitosti ke vstřelení branky, osobní souboje o míč) z více úhlů pohledů vícero zraky.
Výše uvedený popis se týká levého diagonálního systému ovládání, známého jako „běh vlevo“ nebo „standardní diagonální běh“. Pokud se před zápasem hlavní rozhodčí na hřišti rozhodne běhat z jihozápadu na severovýchod, pak se tomu musí asistenti přizpůsobit a výsledkem bude pravý diagonální systém řízení, jinak označovaný jako „běh zprava“ nebo „obrácený diagonální běh“.
V mnoha případech se ale rozhodčí pohybuje více „po křivkách“ počínaje v rohu pokutového území. Když se blíží ke středovému kruhu, zakřiví se jeho pohyb k úrovni protilehlému rohu pokutového území na druhé straně hřiště. Je to podobné jako u diagonálního systému, ale takto je pro rozhodčího snazší držet krok s rychlostí moderního fotbalu. To také pomáhá rozhodčímu vyhnout se situaci, kdy by překážel na samotném středovém kruhu hráčům.
V mezinárodních zápasech byl výše uvedený levý úhlopříčný jev univerzálním od 60. let a v současnosti převládá po celém světě. Donedávna byla výjimkou z této úmluvy Anglie. Až do roku 1974 byli rozhodčí v anglických soutěžích povinni vést během zápasu obě úhlopříčky a většina z nich se rozhodovala běhat z pravé strany na pravou stranu v první polovině utkání, aby pak přešli na úhlopříčku z levé strany na levou stranu ve druhé půli. Hlavním důvodem pro toto střídání bylo zabránit tomu, aby pomezní rozhodčí během zápasů hlídali stejnou část postranní čáry, což bylo důležité vzhledem k nižší kvalitě fotbalových hřišť v té době. Změna úhlopříčky však byla také oprávněná z hlediska umožnění rozhodčímu hlídat průběh zápasu z různých oblastí. Až teprve od 1974/1975 bylo anglickým rozhodčím povoleno běhat po stejné úhlopříčce celý zápas. Většina se zpočátku rozhodla pro pravou úhlopříčku, ačkoli se v průběhu let levá úhlopříčka stala populárnější. Na počátku 21. století je již preferovanou volbou u většiny rozhodčích. Od sezóny 2007/2008 je levá úhlopříčka v anglickém profesionálním fotbale povinná, ačkoli někteří rozhodčí na nižších úrovních stále používají opačný přístup.
Implementace tohoto pravidla jako standard pro rozhodčí je připisována siru Stanleyi Rousevi, bývalému rozhodčímu a prezidentovi FIFA v letech 1961 až 1974.

### Duální systém řízení zápasu (dvěma rozhodčími)
Zatímco Pravidla fotbalu požadují přítomnost jednoho rozhodčího a asistentů dle popisu výše, bývají v praxi využívány experimentálně i jiné systémy řízení, nebo běžně fotbalovými organizacemi, jež nejsou členy FIFA nebo jí podřízenými organizacemi.
Duální systém využívá dva (hlavní) rozhodčí bez asistentů. Systém se používá v některých zápasech hraných podle pravidel National Federation of State High School Associations (NFHS) ve Spojených státech amerických a v jiných mládežnických nebo amatérských ligách. Oba rozhodčí mají stejnou pravomoc a rozhodnutí jednoho rozhodčího je závazné pro druhého. Každý rozhodčí je primárně odpovědný za určitou oblast hřiště podobně jako u asistentů rozhodčího v diagonálním systému a je jim dovoleno vzdálit se od dotykové čáry hřiště, zejména když se hra blíží k bráně. Stejně jako asistenti rozhodčího v diagonálním systému je každý rozhodčí odpovědný za hlídání jedné dotykové čáry a jedné brankové čáry a určení držení míče pro vhození v případě, že se míč dostane mimo hru.
Pohyb a umístění rozhodčích v duálním systému je podobné tomu, které používají se používá v basketbalu. Každý rozhodčí je buď nazýván „lead“ nebo „trail“, v závislosti na směru útoku. Pokud je útok proti brance po pravici rozhodčího (když je čelem k hřišti z přidělené dotykové čáry), pak tento rozhodčí je lead a druhý je trail. Srovnává svou pozici se hrou a s předposledním obráncem, pokud je to možné, zatímco trail zůstává za hrou. Oba rozhodčí jsou zodpovědní za trestání faulů a určení k zahájení hry po přerušení, když se míč dostane mimo hru na jedné z jim přidělených pomezních čar. Jelikož je lead v lepší pozici pro určení ofsajdu, je odpovědný za ohlášení tohoto ofsajdu, zatímco trail zatím monitoruje další možné fauly a špatné chování mimo zorný úhel leada. Když se změní směr útoku, role leada a traila se prohodí.

### Dvojitý duální systém řízení zápasu (třemi rozhodčími)
Dvojitý duální systém tři (hlavní) rozhodčí bez asistentů. Všichni jsou vybaveni píšťalkou a zaujímají pozice podobně jako v tradičním diagonálním systému řízení zápasu, jenž je upřednostňován IFABem. Všichni tři rozhodčí jsou si rovni coby autority v rozhodování zápasu. Tento systém řízení je oficiálně povolen pro řízení univerzitních a středoškolských fotbalových lig ve Spojených státech amerických, ale v praxi je využíván jen výjimečně.